# 스즈키 젠코
스즈키 젠코(일본어: 鈴木 善幸, 1911년 1월 11일 ~ 2004년 7월 19일)는 일본의 자유민주당 정치인이자 제70대 내각총리대신 (1980년 ~ 1982년)이다. 메이지 시대에 태어난 마지막 내각총리대신이다.

## 초기 생애와 개혁
1911년 1월 11일 이와테현의 어촌 야마다정에서 태어났다.  그의 부친은 생선을 잡고 팔았던 수산업을 소유하였다.
스즈키는 도쿄 해양대학에서 수학하여 1935년 거기에서 자신의 전공을 끝냈다.

## 정치적 여정과 리더십
1948년 스즈키는 일본자유당에 입당하면서 자신의 정치 경력을 시작하였다.  이후에 1955년 그는 자신의 당을 다른 비슷한 당과 함께 가져오는 도움을 주었다.  이것은 일본에서 가장 권력적인 정치 단체가 된 자유민주당의 창조로 이끌었다.
많은 세월에 스즈키는 몇몇의 중요한 정부 직위들을 보유하였다.  그는 1965년부터 1966년까지 후생대신이었고 또한 1976년부터 1977년까지 농림대신을 지내기도 했다. 

### 총리가 되며

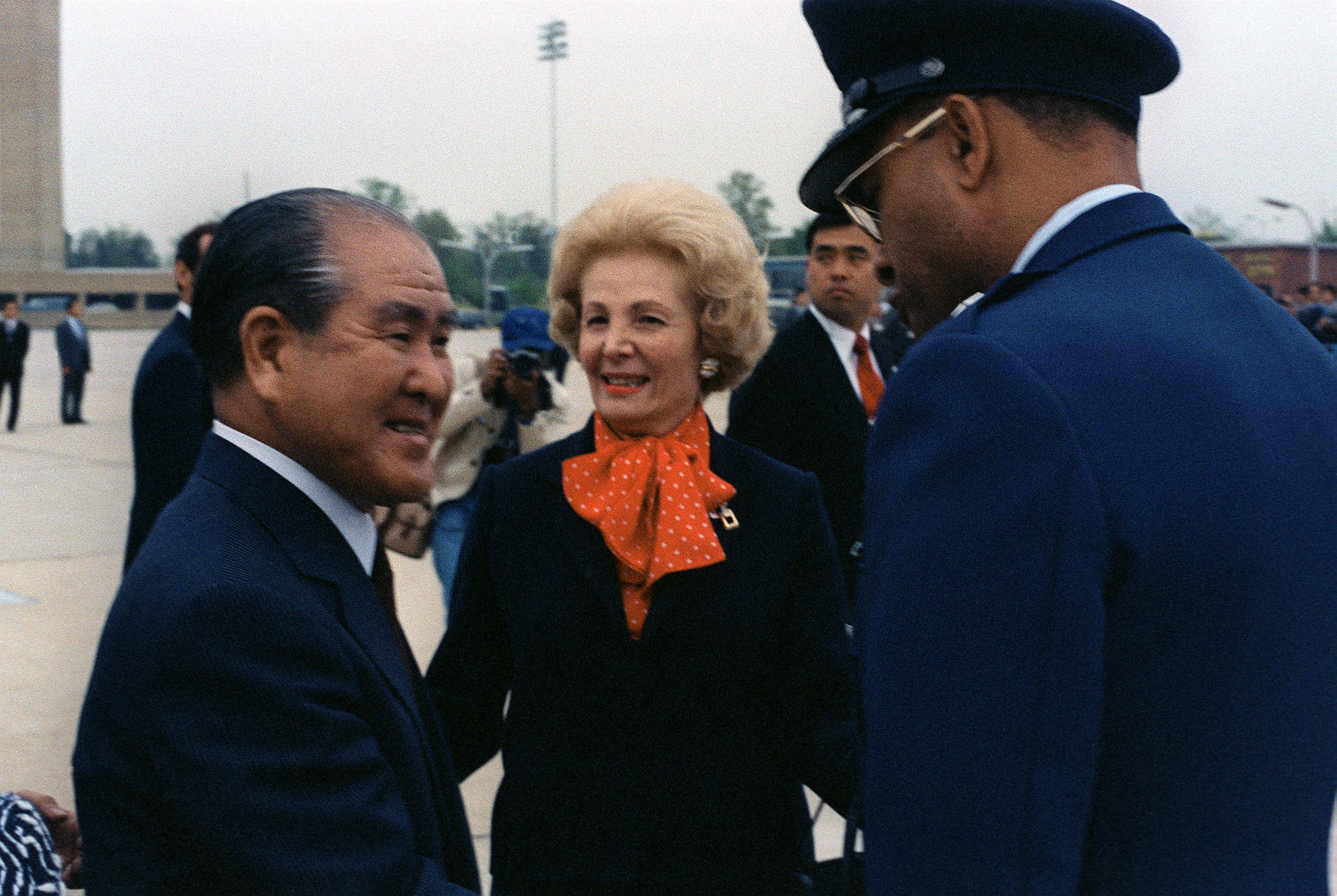
1981년 미국 방문 중에 환영을 받는 스즈키 총리

스즈키 젠코는 이전의 지도자 오히라 마사요시의 갑작스런 사후에 제70내 내각총리대신이 되었다.  오히라는 선거 운동이 있던 동안 심근 경색으로 사망하였다.  많은이들이 그의 사망에 대해 슬펐고 이것은 선거에서 자유민주당을 위한 많은 지지로 이끌었다.
이 지지 때문에 자유민주당은 국회에서 의석들의 큰 수를 얻었다.  이것은 스즈키에게 많은 세월에 여태까지 내각총리대신이 보여왔던 큰 다수를 주었다.

### 도전들과 외교
총리로서 스즈키의 세월은 약간 도적적이었다.  그의 내각에는 가끔 변화들이 있었다.  또한 그의 당 안에서 다른 그룹들이 어쩌다 불일치하였다.
이 도전들과 함께 마저 스즈키는 자신의 좋은 외교 실력으로 알려졌다.  그는 자신의 당의 주요 회의를 10번이나 이끌 수 있었다.  이것은 그의 경력 초기에 그에게 많은 지지를 얻는 도움을 주었다.
총리로서 자신의 세월 후에 그는 다른 국가들과 일본의 관계들에 지속적으로 도움을 주었다.  예를 들어 그는 1988년 로널드 레이건 대통령과 회담이 열린 동안 미국과 관계 개선에 일조하였다.

## 가족과 이후의 생애
스즈키 젠코는 정치에 깊이 연루된 가족이 있었다.  젠코의 장남은 일본 자유민주당 소속 중의원의원 스즈키 슌이치(鈴木俊一), 사위는 제92대 내각총리대신 아소 다로이다. 
2004년 7월 19일 도쿄에서 93세의 나이에 폐렴으로 사망하였다.  그의 부인 사치 여사는 2015년에 사망하였다.

## 서훈
- 대훈위 국화대수장 (2004년)

## 가계도
| 오쿠보 도시미치 1830년-1878년 일본 초대 내무경                                       | 오쿠보 도시미치 1830년-1878년 일본 초대 내무경                                       | 오쿠보 도시미치 1830년-1878년 일본 초대 내무경                                       | 오쿠보 도시미치 1830년-1878년 일본 초대 내무경                                       | 오쿠보 도시미치 1830년-1878년 일본 초대 내무경                                       | 오쿠보 도시미치 1830년-1878년 일본 초대 내무경                                       |        |        | 미시마 미치쓰네 1835년-1885년 사쓰마번 무사·일본 내무성 관료                     | 미시마 미치쓰네 1835년-1885년 사쓰마번 무사·일본 내무성 관료                     | 미시마 미치쓰네 1835년-1885년 사쓰마번 무사·일본 내무성 관료                     | 미시마 미치쓰네 1835년-1885년 사쓰마번 무사·일본 내무성 관료                     | 미시마 미치쓰네 1835년-1885년 사쓰마번 무사·일본 내무성 관료                     | 미시마 미치쓰네 1835년-1885년 사쓰마번 무사·일본 내무성 관료                     |                                                                                 |                                                                                 |                                                                                 |                                                                                 |                                            |                                            | | | | | | |        |        |                                                    |                                                    |                                                    |                                                    |                                                    |                                                    |                                                 |                                                 |                                                 |                                                 |
| 오쿠보 도시미치 1830년-1878년 일본 초대 내무경                                       | 오쿠보 도시미치 1830년-1878년 일본 초대 내무경                                       | 오쿠보 도시미치 1830년-1878년 일본 초대 내무경                                       | 오쿠보 도시미치 1830년-1878년 일본 초대 내무경                                       | 오쿠보 도시미치 1830년-1878년 일본 초대 내무경                                       | 오쿠보 도시미치 1830년-1878년 일본 초대 내무경                                       |        |        | 미시마 미치쓰네 1835년-1885년 사쓰마번 무사·일본 내무성 관료                     | 미시마 미치쓰네 1835년-1885년 사쓰마번 무사·일본 내무성 관료                     | 미시마 미치쓰네 1835년-1885년 사쓰마번 무사·일본 내무성 관료                     | 미시마 미치쓰네 1835년-1885년 사쓰마번 무사·일본 내무성 관료                     | 미시마 미치쓰네 1835년-1885년 사쓰마번 무사·일본 내무성 관료                     | 미시마 미치쓰네 1835년-1885년 사쓰마번 무사·일본 내무성 관료                     |                                                                                 |                                                                                 |                                                                                 |                                                                                 |                                            |                                            | | | | | | |        |        |                                                    |                                                    |                                                    |                                                    |                                                    |                                                    |                                                 |                                                 |                                                 |                                                 |
| 마키노 노부아키 1861년-1949년 일본 외무대신·농상무대신·문부대신 역임                 | 마키노 노부아키 1861년-1949년 일본 외무대신·농상무대신·문부대신 역임                 | 마키노 노부아키 1861년-1949년 일본 외무대신·농상무대신·문부대신 역임                 | 마키노 노부아키 1861년-1949년 일본 외무대신·농상무대신·문부대신 역임                 | 마키노 노부아키 1861년-1949년 일본 외무대신·농상무대신·문부대신 역임                 | 마키노 노부아키 1861년-1949년 일본 외무대신·농상무대신·문부대신 역임                 |        |        | 미네코                                                                           | 미네코                                                                           | 미네코                                                                           | 미네코                                                                           | 미네코                                                                           | 미네코                                                                           |                                                                                 |                                                                                 |                                                                                 |                                                                                 |                                            |                                            | 아소 다키치 1857년-1933년 아소 상점 사장, 석탄 광업 협회 회장, 규슈 수력 전기 사장, 중의원 의원, 귀족원 고액 납세자 의원 | 아소 다키치 1857년-1933년 아소 상점 사장, 석탄 광업 협회 회장, 규슈 수력 전기 사장, 중의원 의원, 귀족원 고액 납세자 의원 | 아소 다키치 1857년-1933년 아소 상점 사장, 석탄 광업 협회 회장, 규슈 수력 전기 사장, 중의원 의원, 귀족원 고액 납세자 의원 | 아소 다키치 1857년-1933년 아소 상점 사장, 석탄 광업 협회 회장, 규슈 수력 전기 사장, 중의원 의원, 귀족원 고액 납세자 의원 | 아소 다키치 1857년-1933년 아소 상점 사장, 석탄 광업 협회 회장, 규슈 수력 전기 사장, 중의원 의원, 귀족원 고액 납세자 의원 | 아소 다키치 1857년-1933년 아소 상점 사장, 석탄 광업 협회 회장, 규슈 수력 전기 사장, 중의원 의원, 귀족원 고액 납세자 의원 |        |        |                                                    |                                                    |                                                    |                                                    |                                                    |                                                    |                                                 |                                                 |                                                 |                                                 |
| 마키노 노부아키 1861년-1949년 일본 외무대신·농상무대신·문부대신 역임                 | 마키노 노부아키 1861년-1949년 일본 외무대신·농상무대신·문부대신 역임                 | 마키노 노부아키 1861년-1949년 일본 외무대신·농상무대신·문부대신 역임                 | 마키노 노부아키 1861년-1949년 일본 외무대신·농상무대신·문부대신 역임                 | 마키노 노부아키 1861년-1949년 일본 외무대신·농상무대신·문부대신 역임                 | 마키노 노부아키 1861년-1949년 일본 외무대신·농상무대신·문부대신 역임                 |        |        | 미네코                                                                           | 미네코                                                                           | 미네코                                                                           | 미네코                                                                           | 미네코                                                                           | 미네코                                                                           |                                                                                 |                                                                                 |                                                                                 |                                                                                 |                                            |                                            | 아소 다키치 1857년-1933년 아소 상점 사장, 석탄 광업 협회 회장, 규슈 수력 전기 사장, 중의원 의원, 귀족원 고액 납세자 의원 | 아소 다키치 1857년-1933년 아소 상점 사장, 석탄 광업 협회 회장, 규슈 수력 전기 사장, 중의원 의원, 귀족원 고액 납세자 의원 | 아소 다키치 1857년-1933년 아소 상점 사장, 석탄 광업 협회 회장, 규슈 수력 전기 사장, 중의원 의원, 귀족원 고액 납세자 의원 | 아소 다키치 1857년-1933년 아소 상점 사장, 석탄 광업 협회 회장, 규슈 수력 전기 사장, 중의원 의원, 귀족원 고액 납세자 의원 | 아소 다키치 1857년-1933년 아소 상점 사장, 석탄 광업 협회 회장, 규슈 수력 전기 사장, 중의원 의원, 귀족원 고액 납세자 의원 | 아소 다키치 1857년-1933년 아소 상점 사장, 석탄 광업 협회 회장, 규슈 수력 전기 사장, 중의원 의원, 귀족원 고액 납세자 의원 |        |        |                                                    |                                                    |                                                    |                                                    |                                                    |                                                    |                                                 |                                                 |                                                 |                                                 |
|                                                                                      |                                                                                      |                                                                                      |                                                                                      |                                                                                      |                                                                                      |        |        |                                                                                  |                                                                                  |                                                                                  |                                                                                  |                                                                                  |                                                                                  |                                                                                 |                                                                                 |                                                                                 |                                                                                 |                                            |                                            | | | | | | |        |        |                                                    |                                                    |                                                    |                                                    |                                                    |                                                    |                                                 |                                                 |                                                 |                                                 |
|                                                                                      |                                                                                      |                                                                                      |                                                                                      | 유키코                                                                               | 유키코                                                                               | 유키코 | 유키코 | 유키코                                                                           | 유키코                                                                           |                                                                                  |                                                                                  | 요시다 시게루 1878년-1969년 일본 외무대신, 제45·48·49·50·51대 일본 내각총리대신  | 요시다 시게루 1878년-1969년 일본 외무대신, 제45·48·49·50·51대 일본 내각총리대신  | 요시다 시게루 1878년-1969년 일본 외무대신, 제45·48·49·50·51대 일본 내각총리대신 | 요시다 시게루 1878년-1969년 일본 외무대신, 제45·48·49·50·51대 일본 내각총리대신 | 요시다 시게루 1878년-1969년 일본 외무대신, 제45·48·49·50·51대 일본 내각총리대신 | 요시다 시게루 1878년-1969년 일본 외무대신, 제45·48·49·50·51대 일본 내각총리대신 |                                            |                                            | 아소 다로 | 아소 다로 | 아소 다로 | 아소 다로 | 아소 다로 | 아소 다로 |        |        |                                                    |                                                    |                                                    |                                                    |                                                    |                                                    |                                                 |                                                 |                                                 |                                                 |
|                                                                                      |                                                                                      |                                                                                      |                                                                                      | 유키코                                                                               | 유키코                                                                               | 유키코 | 유키코 | 유키코                                                                           | 유키코                                                                           |                                                                                  |                                                                                  | 요시다 시게루 1878년-1969년 일본 외무대신, 제45·48·49·50·51대 일본 내각총리대신  | 요시다 시게루 1878년-1969년 일본 외무대신, 제45·48·49·50·51대 일본 내각총리대신  | 요시다 시게루 1878년-1969년 일본 외무대신, 제45·48·49·50·51대 일본 내각총리대신 | 요시다 시게루 1878년-1969년 일본 외무대신, 제45·48·49·50·51대 일본 내각총리대신 | 요시다 시게루 1878년-1969년 일본 외무대신, 제45·48·49·50·51대 일본 내각총리대신 | 요시다 시게루 1878년-1969년 일본 외무대신, 제45·48·49·50·51대 일본 내각총리대신 |                                            |                                            | 아소 다로 | 아소 다로 | 아소 다로 | 아소 다로 | 아소 다로 | 아소 다로 |        |        |                                                    |                                                    |                                                    |                                                    |                                                    |                                                    |                                                 |                                                 |                                                 |                                                 |
|                                                                                      |                                                                                      |                                                                                      |                                                                                      |                                                                                      |                                                                                      |        |        |                                                                                  |                                                                                  |                                                                                  |                                                                                  |                                                                                  |                                                                                  |                                                                                 |                                                                                 |                                                                                 |                                                                                 |                                            |                                            | | | | | | |        |        |                                                    |                                                    |                                                    |                                                    |                                                    |                                                    |                                                 |                                                 |                                                 |                                                 |
|                                                                                      |                                                                                      |                                                                                      |                                                                                      |                                                                                      |                                                                                      |        |        |                                                                                  |                                                                                  |                                                                                  |                                                                                  |                                                                                  |                                                                                  |                                                                                 |                                                                                 |                                                                                 |                                                                                 |                                            |                                            | | | | | | |        |        |                                                    |                                                    |                                                    |                                                    |                                                    |                                                    |                                                 |                                                 |                                                 |                                                 |
| 요시다 겐이치 1912년-1977년 영문학 번역가, 비평가, 소설가                            | 요시다 겐이치 1912년-1977년 영문학 번역가, 비평가, 소설가                            | 요시다 겐이치 1912년-1977년 영문학 번역가, 비평가, 소설가                            | 요시다 겐이치 1912년-1977년 영문학 번역가, 비평가, 소설가                            | 요시다 겐이치 1912년-1977년 영문학 번역가, 비평가, 소설가                            | 요시다 겐이치 1912년-1977년 영문학 번역가, 비평가, 소설가                            |        |        | 가즈코                                                                           | 가즈코                                                                           | 가즈코                                                                           | 가즈코                                                                           | 가즈코                                                                           | 가즈코                                                                           |                                                                                 |                                                                                 |                                                                                 |                                                                                 |                                            |                                            | 아소 다카키치 1911년-1980년 사업가, 정치인, 아소 시멘트 회장                                                             | 아소 다카키치 1911년-1980년 사업가, 정치인, 아소 시멘트 회장                                                             | 아소 다카키치 1911년-1980년 사업가, 정치인, 아소 시멘트 회장                                                             | 아소 다카키치 1911년-1980년 사업가, 정치인, 아소 시멘트 회장                                                             | 아소 다카키치 1911년-1980년 사업가, 정치인, 아소 시멘트 회장                                                             | 아소 다카키치 1911년-1980년 사업가, 정치인, 아소 시멘트 회장                                                             |        |        | 스즈키 젠코 1911년-2004년 제70대 일본 내각총리대신 | 스즈키 젠코 1911년-2004년 제70대 일본 내각총리대신 | 스즈키 젠코 1911년-2004년 제70대 일본 내각총리대신 | 스즈키 젠코 1911년-2004년 제70대 일본 내각총리대신 | 스즈키 젠코 1911년-2004년 제70대 일본 내각총리대신 | 스즈키 젠코 1911년-2004년 제70대 일본 내각총리대신 |                                                 |                                                 |                                                 |                                                 |
| 요시다 겐이치 1912년-1977년 영문학 번역가, 비평가, 소설가                            | 요시다 겐이치 1912년-1977년 영문학 번역가, 비평가, 소설가                            | 요시다 겐이치 1912년-1977년 영문학 번역가, 비평가, 소설가                            | 요시다 겐이치 1912년-1977년 영문학 번역가, 비평가, 소설가                            | 요시다 겐이치 1912년-1977년 영문학 번역가, 비평가, 소설가                            | 요시다 겐이치 1912년-1977년 영문학 번역가, 비평가, 소설가                            |        |        | 가즈코                                                                           | 가즈코                                                                           | 가즈코                                                                           | 가즈코                                                                           | 가즈코                                                                           | 가즈코                                                                           |                                                                                 |                                                                                 |                                                                                 |                                                                                 |                                            |                                            | 아소 다카키치 1911년-1980년 사업가, 정치인, 아소 시멘트 회장                                                             | 아소 다카키치 1911년-1980년 사업가, 정치인, 아소 시멘트 회장                                                             | 아소 다카키치 1911년-1980년 사업가, 정치인, 아소 시멘트 회장                                                             | 아소 다카키치 1911년-1980년 사업가, 정치인, 아소 시멘트 회장                                                             | 아소 다카키치 1911년-1980년 사업가, 정치인, 아소 시멘트 회장                                                             | 아소 다카키치 1911년-1980년 사업가, 정치인, 아소 시멘트 회장                                                             |        |        | 스즈키 젠코 1911년-2004년 제70대 일본 내각총리대신 | 스즈키 젠코 1911년-2004년 제70대 일본 내각총리대신 | 스즈키 젠코 1911년-2004년 제70대 일본 내각총리대신 | 스즈키 젠코 1911년-2004년 제70대 일본 내각총리대신 | 스즈키 젠코 1911년-2004년 제70대 일본 내각총리대신 | 스즈키 젠코 1911년-2004년 제70대 일본 내각총리대신 |                                                 |                                                 |                                                 |                                                 |
|                                                                                      |                                                                                      |                                                                                      |                                                                                      |                                                                                      |                                                                                      |        |        |                                                                                  |                                                                                  |                                                                                  |                                                                                  |                                                                                  |                                                                                  |                                                                                 |                                                                                 |                                                                                 |                                                                                 |                                            |                                            | | | | | | |        |        |                                                    |                                                    |                                                    |                                                    |                                                    |                                                    |                                                 |                                                 |                                                 |                                                 |
|                                                                                      |                                                                                      |                                                                                      |                                                                                      |                                                                                      |                                                                                      |        |        |                                                                                  |                                                                                  |                                                                                  |                                                                                  |                                                                                  |                                                                                  |                                                                                 |                                                                                 |                                                                                 |                                                                                 |                                            |                                            | | | | | | |        |        |                                                    |                                                    |                                                    |                                                    |                                                    |                                                    |                                                 |                                                 |                                                 |                                                 |
| 미카사노미야 도모히토 왕자 1946년-2012년 미카사노미야 다카히토 친왕의 아들           | 미카사노미야 도모히토 왕자 1946년-2012년 미카사노미야 다카히토 친왕의 아들           | 미카사노미야 도모히토 왕자 1946년-2012년 미카사노미야 다카히토 친왕의 아들           | 미카사노미야 도모히토 왕자 1946년-2012년 미카사노미야 다카히토 친왕의 아들           | 미카사노미야 도모히토 왕자 1946년-2012년 미카사노미야 다카히토 친왕의 아들           | 미카사노미야 도모히토 왕자 1946년-2012년 미카사노미야 다카히토 친왕의 아들           |        |        | 미카사노미야 노부코 공주 1955년- 아소 다카키치의 셋째 딸이자, 아소 다로의 여동생 | 미카사노미야 노부코 공주 1955년- 아소 다카키치의 셋째 딸이자, 아소 다로의 여동생 | 미카사노미야 노부코 공주 1955년- 아소 다카키치의 셋째 딸이자, 아소 다로의 여동생 | 미카사노미야 노부코 공주 1955년- 아소 다카키치의 셋째 딸이자, 아소 다로의 여동생 | 미카사노미야 노부코 공주 1955년- 아소 다카키치의 셋째 딸이자, 아소 다로의 여동생 | 미카사노미야 노부코 공주 1955년- 아소 다카키치의 셋째 딸이자, 아소 다로의 여동생 |                                                                                 |                                                                                 | 아소 다로 1940년- 제92대 일본 내각총리대신                                      | 아소 다로 1940년- 제92대 일본 내각총리대신                                      | 아소 다로 1940년- 제92대 일본 내각총리대신 | 아소 다로 1940년- 제92대 일본 내각총리대신 | 아소 다로 1940년- 제92대 일본 내각총리대신                                                                               | 아소 다로 1940년- 제92대 일본 내각총리대신                                                                               | | | 지카코 | 지카코 | 지카코 | 지카코 | 지카코                                             | 지카코                                             |                                                    |                                                    | 스즈키 슌이치 1953년- 전 자유민주당 중의원 의원    | 스즈키 슌이치 1953년- 전 자유민주당 중의원 의원    | 스즈키 슌이치 1953년- 전 자유민주당 중의원 의원 | 스즈키 슌이치 1953년- 전 자유민주당 중의원 의원 | 스즈키 슌이치 1953년- 전 자유민주당 중의원 의원 | 스즈키 슌이치 1953년- 전 자유민주당 중의원 의원 |
| 미카사노미야 도모히토 왕자 1946년-2012년 미카사노미야 다카히토 친왕의 아들           | 미카사노미야 도모히토 왕자 1946년-2012년 미카사노미야 다카히토 친왕의 아들           | 미카사노미야 도모히토 왕자 1946년-2012년 미카사노미야 다카히토 친왕의 아들           | 미카사노미야 도모히토 왕자 1946년-2012년 미카사노미야 다카히토 친왕의 아들           | 미카사노미야 도모히토 왕자 1946년-2012년 미카사노미야 다카히토 친왕의 아들           | 미카사노미야 도모히토 왕자 1946년-2012년 미카사노미야 다카히토 친왕의 아들           |        |        | 미카사노미야 노부코 공주 1955년- 아소 다카키치의 셋째 딸이자, 아소 다로의 여동생 | 미카사노미야 노부코 공주 1955년- 아소 다카키치의 셋째 딸이자, 아소 다로의 여동생 | 미카사노미야 노부코 공주 1955년- 아소 다카키치의 셋째 딸이자, 아소 다로의 여동생 | 미카사노미야 노부코 공주 1955년- 아소 다카키치의 셋째 딸이자, 아소 다로의 여동생 | 미카사노미야 노부코 공주 1955년- 아소 다카키치의 셋째 딸이자, 아소 다로의 여동생 | 미카사노미야 노부코 공주 1955년- 아소 다카키치의 셋째 딸이자, 아소 다로의 여동생 |                                                                                 |                                                                                 | 아소 다로 1940년- 제92대 일본 내각총리대신                                      | 아소 다로 1940년- 제92대 일본 내각총리대신                                      | 아소 다로 1940년- 제92대 일본 내각총리대신 | 아소 다로 1940년- 제92대 일본 내각총리대신 | 아소 다로 1940년- 제92대 일본 내각총리대신                                                                               | 아소 다로 1940년- 제92대 일본 내각총리대신                                                                               | | | 지카코 | 지카코 | 지카코 | 지카코 | 지카코                                             | 지카코                                             |                                                    |                                                    | 스즈키 슌이치 1953년- 전 자유민주당 중의원 의원    | 스즈키 슌이치 1953년- 전 자유민주당 중의원 의원    | 스즈키 슌이치 1953년- 전 자유민주당 중의원 의원 | 스즈키 슌이치 1953년- 전 자유민주당 중의원 의원 | 스즈키 슌이치 1953년- 전 자유민주당 중의원 의원 | 스즈키 슌이치 1953년- 전 자유민주당 중의원 의원 |
|                                                                                      |                                                                                      |                                                                                      |                                                                                      |                                                                                      |                                                                                      |        |        |                                                                                  |                                                                                  |                                                                                  |                                                                                  |                                                                                  |                                                                                  |                                                                                 |                                                                                 |                                                                                 |                                                                                 |                                            |                                            | | | | | | |        |        |                                                    |                                                    |                                                    |                                                    |                                                    |                                                    |                                                 |                                                 |                                                 |                                                 |
|                                                                                      |                                                                                      |                                                                                      |                                                                                      |                                                                                      |                                                                                      |        |        |                                                                                  |                                                                                  |                                                                                  |                                                                                  |                                                                                  |                                                                                  |                                                                                 |                                                                                 |                                                                                 |                                                                                 |                                            |                                            | | | | | | |        |        |                                                    |                                                    |                                                    |                                                    |                                                    |                                                    |                                                 |                                                 |                                                 |                                                 |
| 미카사노미야 아키코 공주 1981년- 옥스퍼드 대학에서 미술 관련 논문으로 박사 학위 취득 | 미카사노미야 아키코 공주 1981년- 옥스퍼드 대학에서 미술 관련 논문으로 박사 학위 취득 | 미카사노미야 아키코 공주 1981년- 옥스퍼드 대학에서 미술 관련 논문으로 박사 학위 취득 | 미카사노미야 아키코 공주 1981년- 옥스퍼드 대학에서 미술 관련 논문으로 박사 학위 취득 | 미카사노미야 아키코 공주 1981년- 옥스퍼드 대학에서 미술 관련 논문으로 박사 학위 취득 | 미카사노미야 아키코 공주 1981년- 옥스퍼드 대학에서 미술 관련 논문으로 박사 학위 취득 |        |        | 미카사노미야 요코 공주 1983년-                                                   | 미카사노미야 요코 공주 1983년-                                                   | 미카사노미야 요코 공주 1983년-                                                   | 미카사노미야 요코 공주 1983년-                                                   | 미카사노미야 요코 공주 1983년-                                                   | 미카사노미야 요코 공주 1983년-                                                   |                                                                                 |                                                                                 |                                                                                 |                                                                                 |                                            |                                            | | | | | | |        |        |                                                    |                                                    |                                                    |                                                    |                                                    |                                                    |                                                 |                                                 |                                                 |                                                 |

## 같이 보기
- 스즈키 젠코 내각
- 스즈키 젠코 내각 개조내각